# Maison Thiriet (entreprise)
Pour les articles homonymes, voir Thiriet.
Maison Thiriet est une entreprise familiale française agroalimentaire. Créée en 1902, elle est spécialisée dans la fabrication et la commercialisation de produits alimentaires surgelés.

## Histoire
En 1902, une boulangerie-pâtisserie familiale est créée à Éloyes, dans les Vosges, en France,. À la suite du décès de son père en 1966, Claude Thiriet reprend le commerce familial,. À partir de 1973, l'entreprise Glaces Thiriet SA est lancée ; elle développe une activité de livraison à domicile de produits alimentaires surgelés,. La première boutique Thiriet est inaugurée en 1985. D'abord expérimentée localement, cette activité est étendue à l'Est de la France dans les années 1980, puis à tout le pays au cours de la décennie suivante. En 1997, l'entreprise réalise 137 millions d'euros de chiffre d'affaires. Six ans plus tard, Thiriet détient 140 magasins ainsi que cinq cents camions qui livrent à domicile les produits surgelés commandés par téléphone (mille « télévendeurs ») ; le chiffre d'affaires est alors de trois cents millions d'euros pour environ six millions de bénéfices.
En 2011, alors qu'il se cantonnait à des villes moyennes de province, Thiriet ouvre des boutiques à Paris afin de répondre à la concurrence de la société Picard.

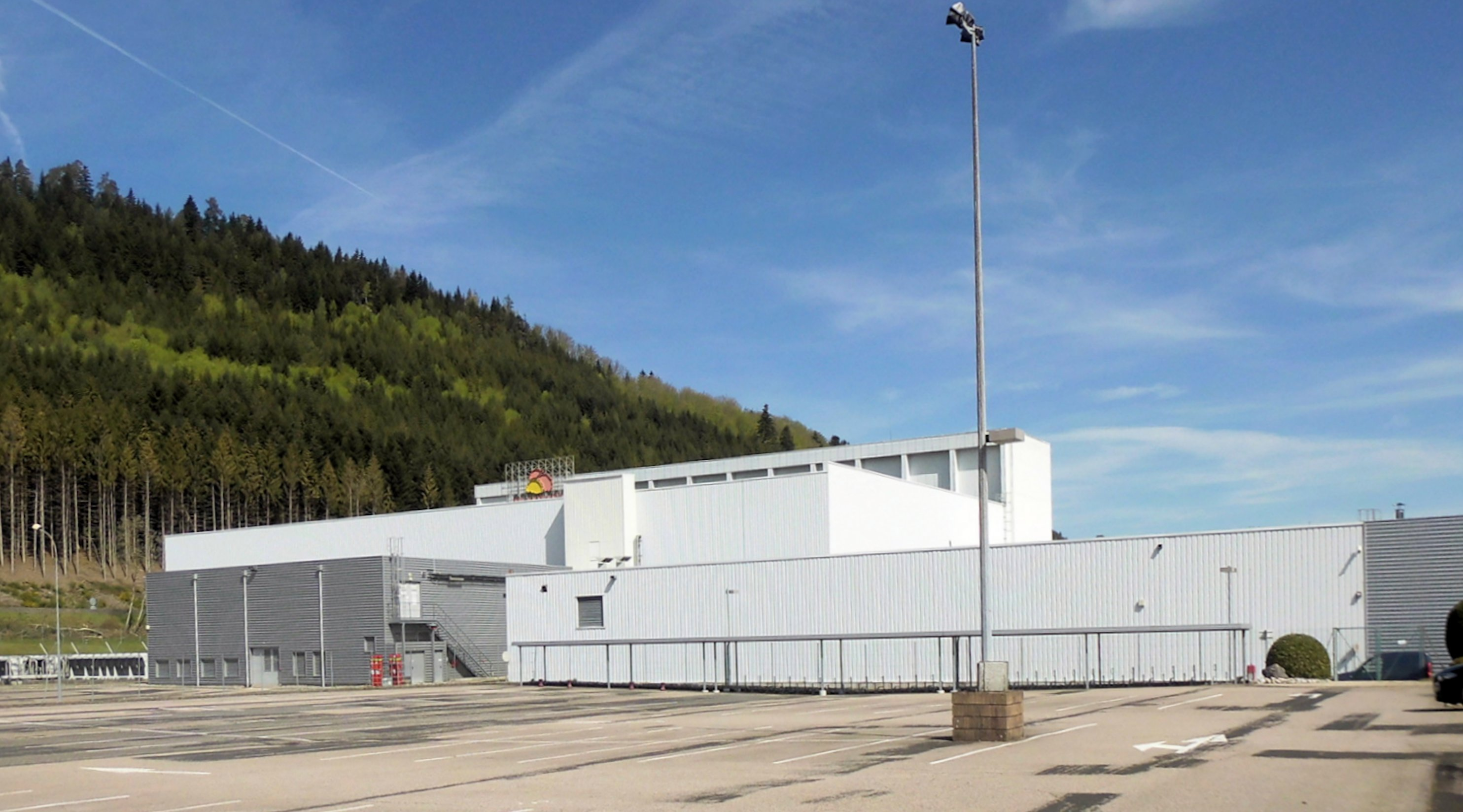
Le siège de l'usine Thiriet à Éloyes.

En 2012, sur le marché français du commerce de détail de produits alimentaires surgelés, la société Thiriet est deuxième derrière Picard Surgelés. L'année suivante, elle détient 90 centres logistiques et son chiffre d'affaires se monte à 400 millions d'euros.
L'année 2015, un laboratoire de recherche et développement est créé dans l'usine Thiriet d'Éloyes. Il est destiné à la conception et aux tests de nouveaux produits.
En 2017, l'entreprise emploie 2 800 personnes, dont 212 sur son site vosgien. Elle dispose d'un catalogue de 450 références de glaces, de pâtisseries et de viennoiseries et produit chaque année quatre millions de brioches, vendues dans 180 enseignes. La même année, Thiriet se lance dans la promotion immobilière en créant ses propres zones commerciales dénommées « Food Place »,. Elles regroupent une dizaine d'artisans de métiers de bouche qui lui louent un emplacement à proximité d'un de ses magasins,.
En 2018, 85 % de ses 176 magasins sont détenus en propre et le reste en franchise ; et l'international, réalisé avec des distributeurs en partenariat,  représente 8 % du chiffre d'affaires. 
En 2020, le chiffre d'affaires de Thiriet atteint les huit cents millions d'euros, dont plus de 10 % proviennent du commerce en ligne. Environ un tiers des produits vendus sont fabriqués en interne (glaces et pâtisseries). Le reste est sous-traité (50 % pour les poissons, viandes et légumes ; et 20 % pour les plats cuisinés). L'entreprise poursuit sa stratégie de promotion de son catalogue auprès des consommateurs en recourant à la publicité, au click and collect, à l'ouverture de nouveaux points de vente et à la mise en avant de ses produits — 1 800 références en 2021, six cents de plus qu'en 2016 — dans des magasins appartenant à des sociétés de la grande distribution telles que Système U et Monoprix.
En 2024, la directrice générale revendique toujours un chiffre d'affaires de huit cents millions d'euros (dont une part de plus de 10 % « à partir du numérique ») et 3 000 collaborateurs. Le succès de l'entreprise repose selon elle notamment sur son indépendance financière et une grande proximité au sein du comité exécutif qui favorisent des circuits de décision extrêmement courts. Maison Thiriet dispose de quatre ateliers de fabrication et de quatre plateformes logistiques. 

## Direction et actionnariat
Christiane Bertoncini est la directrice générale de 2017 à 2024, après sept ans passés au poste de directrice commerciale. Elle quitte l’entreprise en décembre 2024.Claude Thiriet préside l’entreprise et détient avec sa famille une fortune professionnelle estimée à 270 millions d'euros par le magazine Challenges en 2021.

## Distinction
En 2013, sur sa liste des « enseignes préférées des Français », le cabinet de conseil OC&C classe la Maison Thiriet deuxième, parmi les enseignes alimentaires, derrière Picard et devant des marques de la grande distribution comme Leclerc, Auchan et Carrefour,,.

## Identité visuelle

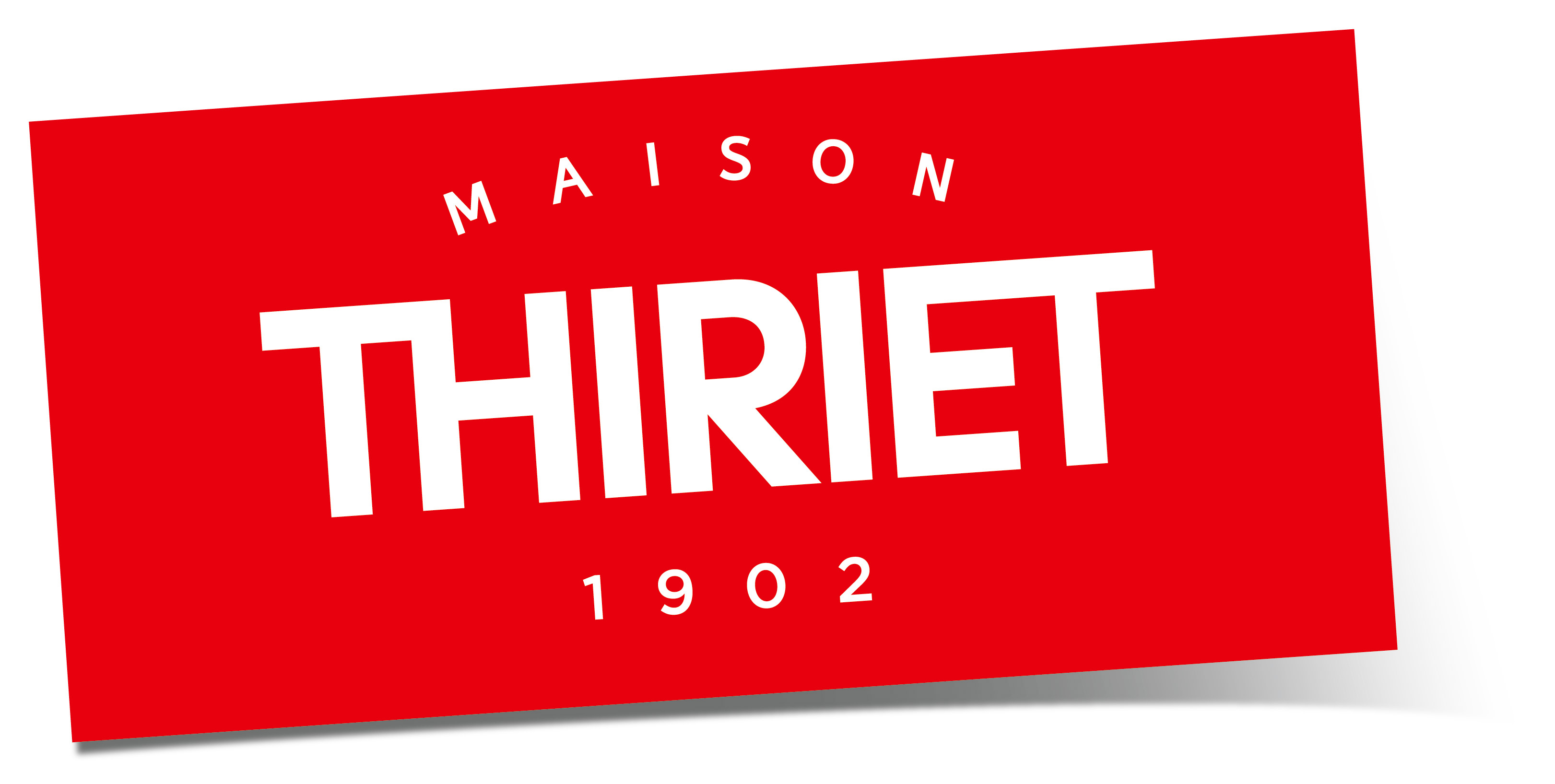
Logo actuel des magasins Thiriet